# NGC 514
NGC 514 је спирална галаксија у сазвежђу Рибе која се налази на NGC листи објеката дубоког неба.
Деклинација објекта је + 12° 55' 2" а ректасцензија 1h 24m 3,9s. Привидна величина (магнитуда) објекта NGC 514 износи 11,6 а фотографска магнитуда 12,3. Налази се на удаљености од 33,400 милиона парсека од Сунца. NGC 514 је још познат и под ознакама UGC 947, MCG 2-4-35, CGCG 436-38, IRAS 01214+1239, PGC 5139.